# F.P. von Knorring (schip, 1928)
De F.P. von Knorring, oorspronkelijk Jan Nieveen, is een passagiersschip uit 1928, dat lange tijd in Nederland heeft gevaren, maar in 1989 verkocht is naar de autonome Finse regio Åland. Het ligt sindsdien als restaurantschip in de hoofdstad Mariehamn. Het schip werd genoemd naar de Groningse beurtvaartschipper Jan Nieveen, die transport verzorgde van de stad Groningen naar Lemmer.

## Bouw
Het schip werd voor het toenmalig zeer hoge bedrag van 140.000 gulden gebouwd in 1927–28 als stoomboot op de Arnhemse scheepswerf van de Arnhemsche Stoomsleephelling Maatschappij, onder de naam Jan Nieveen, in opdracht van de Groninger & Lemmer Stoomboot Maatschappij, die in 1870 opgericht was door drie broers: Reint, Jan en Geert Nieveen. Het schip was zo ontworpen dat het de maximale afmetingen had waarmee het volgeladen de haven van Lemmer kon bereiken, en werd afgestemd op de drempelhoogte van de Lemstersluis. Het werd ingezet voor een regelmatige beurtvaartverbinding voor personen en handelswaren over de Zuiderzee, tussen Lemmer en Amsterdam. De Jan Nieveen had vier zusterschepen maar was het vlaggenschip van de vloot.
De ruime haven van Lemmer was eeuwenlang een belangrijke spil in het personen- en goederenvervoer tussen Amsterdam en Groningen, de belangrijkste handelsstad van Noord-Nederland. In de jaren 1930 was deze scheepsverbinding een groot commercieel succes, maar daarna nam het belang af. Daardoor liepen de inkomsten terug en werd het schip ingezet voor recreatieve tochtjes naar Schokland en Urk, maar ook langs de kust.

## Tweede Wereldoorlog
Na het uitbreken van de Tweede Wereldoorlog, in 1940, kreeg het schip een vitale functie bij het vervoeren van voedsel uit de noordelijke provincies naar Holland, in ruil voor goud en zilver. Het zorgde ook in opdracht van de Duitse bezetter voor het transport van paarden, terwijl benedendeks heimelijk onderduikers naar de relatieve vrijheid van Noordoost-Nederland werden gesmokkeld.

### Aanvaring
Tijdens de hongerwinter, in de winternacht van 8 op 9 januari 1945, kreeg het schip bij Urk een aanvaring met het zusterschip Groningen IV van dezelfde rederij. De Groningen IV zonk door de aanvaring, waarbij tevens een deur geblokkeerd was geraakt. Dertien opvarenden bleven daardoor ingesloten in het schip en verdronken. Conform de voorschriften van de Duitsers waren de schepen volledig verduisterd en voerden ze alleen kleine navigatielichten.

## Naoorlogse tijd: verbouwingen en hernoemingen
Enkele jaren na de oorlog, in 1951, werd de zware stoommachine vervangen door een veel lichtere en modernere, maar bijna even sterke dieselmotor van de firma Brons. De diepgang van het schip verminderde daardoor met 40 centimeter. Door een fusie van drie beurtvaartmaatschappijen in oktober 1953 was een vloot ontstaan van 34 schepen, onder leiding van de gebroeders van Swieten. De Jan Nieveen en zusterschip Harm Nieveen waren de pronkstukken van deze vloot. Het tijdperk van de beurtvaart raakte ten einde door de toenemende concurrentie van vervoer over de weg met vrachtwagens. In 1959 werd de lijn van Lemmer naar Amsterdam opgeheven.
De Jan Nieveen heeft een jaar in het Oosterdok in Amsterdam liggen wachten op de sloper, maar werd gered door oud-Lemster W. Tieleman, die het kocht. Het schip werd uitgebreid verbouwd: de grote mast voorop – waaraan altijd de blauwe wimpel had gewapperd – werd weggehaald en op het voordek kwam een salon; op het achterdek werden beide sloepen verwijderd. Het schip werd wit geschilderd en voer van 1961–74 onder de naam IJsselhaven als rondvaartboot in Rotterdam, waarna opnieuw de slopershamer wachtte. Weer werd het schip gered door een liefhebber, en onder de naam Wolga voer het twee seizoenen als rondvaartboot in de Biesbosch.
In 1977 kocht de familie Nieveen het schip, dat inmiddels zwaar verwaarloosd was, terug, gaf het weer de oorspronkelijke naam en kleuren, en bracht het onder bij de maatschappij tot Exploitatie van het ms Jan Nieveen BV. De ligplaats werd Lemmer. Van daaruit werden dagtochten gemaakt naar havens rond het IJsselmeer en het schip werd verhuurd aan gezelschappen. Tien jaar later kocht de Amsterdamse scheepsliefhebber Arthur Nikkessen het schip en hij bracht het grotendeels terug in de oorspronkelijke staat om het te verhuren als 'party-cruiseschip'.

## Naar Åland

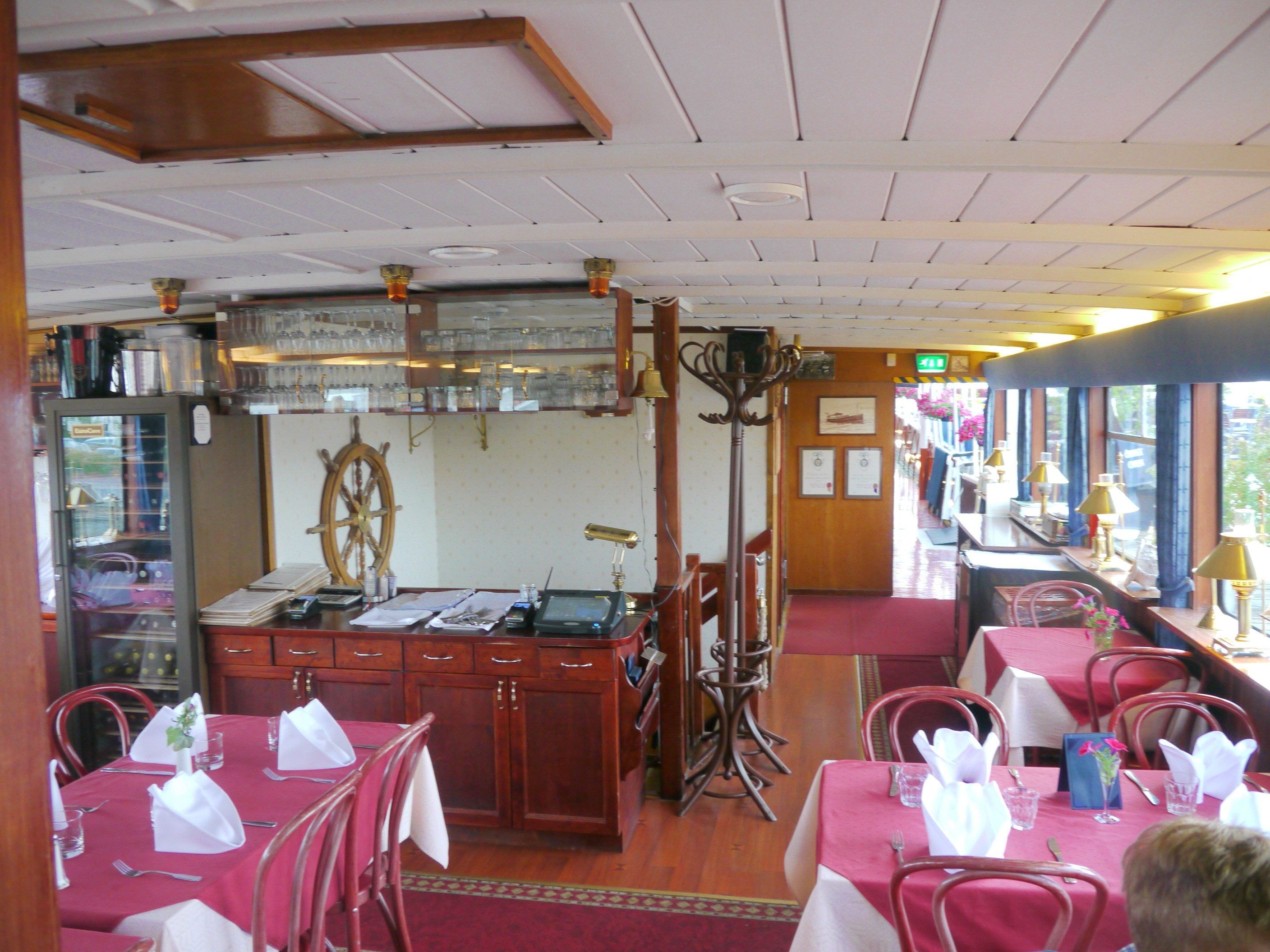
Het interieur van het restaurantgedeelte, in het voorschip.

Dit duurde maar twee jaar, en in 1989 werd het schip verkocht aan Dan Aalto en Ulf Danielsson uit Åland, die het schip ombouwden tot een restaurantboot die sindsdien in de oostelijke haven van Mariehamn ligt. Het schip werd omgedoopt tot F.P. von Knorring, naar de priester, leraar en stichter van het eerste onderwijs en van de eerste krant in Åland, Frans Peter von Knorring (1792–1875).
In 2002 ging het restaurant over in handen van het restaurateurs-echtpaar Kim en Karin Harju-Jeanty.